# La Fille du Niagara
Pour plus de détails, voir Fiche technique et Distribution.
La Fille du Niagara (titre original : The Maid of Niagara) est un film muet américain et réalisé par Joseph A. Golden et Theodore Wharton, sorti en 1910.

## Fiche technique
- Titre : La Fille du Niagara
- Titre original : The Maid of Niagara
- Réalisation :	Joseph A. Golden, Theodore Wharton
- Scénario :	Pierce Kingsley
- Photographie :
- Montage :
- Direction artistique :
- Décors :
- Costumes :
- Producteur :
- Société de production : Pathé Frères
- Société de distribution :
- Pays d'origine :  États-Unis
- Langue :
- Format :
- Genre :
- Durée : 195 m
- Date de sortie :	1910

## Distribution
- Pearl White[1]
- Irving Cummings (non confirmé)
- Octavia Handworth (non confirmé)
- Paul Panzer (non confirmé)